# جرج لمیو
جرج لمیو (به انگلیسی: George LeMieux) سناتور سابق عضو حزب جمهوری‌خواه ایالات متحده آمریکا بود. وی در سال ۲۰۰۹ تا ۲۰۱۱ میلادی سناتور ایالت فلوریدا در سنای ایالات متحده آمریکا بود.